# Odei Jainaga
Odei Jainaga Larrea (* 14. Oktober 1997 in Eibar) ist ein spanischer Leichtathlet, der sich auf den Speerwurf spezialisiert hat.

## Sportliche Laufbahn
Erste internationale Erfahrungen sammelte Odei Jainaga im Jahr 2016, als er bei den U20-Weltmeisterschaften in Bydgoszcz mit 63,63 m in der Qualifikationsrunde ausschied. Im Jahr darauf schied er auch bei den U23-Europameisterschaften in Bydgoszcz mit 69,07 m in der Vorrunde aus und 2018 wurde er bei den Mittelmeerspielen in Tarragona mit 63,51 m Achter. 2021 stellte er in Chorzów mit 84,80 m einen neuen spanischen Landesrekord auf und qualifizierte sich damit für die Olympischen Spiele in Tokio, bei denen er aber mit 73,11 m den Finaleinzug verpasste.
In den Jahren 2017, 2020 und 2021 wurde Jainaga spanischer Meister im Speerwurf.